# NGC 2831
NGC 2831 é uma galáxia elíptica (E0) localizada na direcção da constelação de Lynx. Possui uma declinação de +33° 44' 41" e uma ascensão recta de 9 horas, 19 minutos e 45,6 segundos.
A galáxia NGC 2831 foi descoberta em 13 de Março de 1850 por William Parsons.